# جرم سایبری
جرم‌های سایبری یا جرایم سایبری گونه‌ای از جرائم اینترنتی، و شامل جرم‌هایی است که در محیط سایبری رخ می‌دهند. محیط سایبری محیطی مجازی است که کاربران آن می‌توانند به هرگونه خدمات و اطلاعات الکترونیکی در سراسر دنیا دسترسی داشته باشند. مجرمان محیط سایبری شامل هکرها، کرکرها، فریکرهای تلفن بوده و انواع جرم‌های ممکن در این فضا را انجام داده، و سایبرکرایم و تروریسم سایبری خوانده می‌شوند. سایبرتروریسم مانند تروریست‌های معمولی ممکن است دارای انگیزه‌های سیاسی برای ارتکاب جرائم باشند. بحران‌سازهای سایبری شامل ویروسها، خزنده وب و پالس‌های الکترومغناطیسی، کرم‌ها و بمب‌های منطقی است. پلیس سایبر براساس نوع جرم‌های سایبری، نیاز به آموزش‌های خاص دارد.

## تاریخچهٔ جرم سایبری
در اواسط دههٔ ۹۰ با گسترش شبکه‌های بین‌المللی و ارتباطات ماهواره‌ای، نسل سوم جرائم رایانه‌ای، تحت عنوان جرایم سایبری (مجازی) یا «جرایم در محیط سایبری» شکل گرفته است. به این ترتیب جرایم اینترنتی را می‌توان مکمل جرایم رایانه‌ای دانست، به‌خصوص این‌که جرایم نسل سوم رایانهای که به جرایم در فضای مجازی معروف است، بیش‌تر از طریق این شبکه جهانی به‌وقوع می‌پیوندد.

## ویژگی‌های فضای سایبری
کاربران می‌توانند به هرگونه خدمات اطلاعاتی الکترونیکی، بدون درنظرگرفتن این‌که این اطلاعات و خدمات در کدام نقطهٔ دنیا واقع شده است، دست‌یابی پیدا کنند. فضای سایبری زمینهٔ فعالیت‌های اقتصادی مهم و ابزار ضروری را برای انجام کلیهٔ معاملات تجاری و در سطح بین‌المللی بدون دخالت مستقیم بشر فراهم آورده است. محدودهٔ فعالیت کاربر به مرزهای فیزیکی یک خانه یا محل کار و حتی مرزهای یک کشور محدود نبوده و هر کاربر می‌تواند در هر زمان، و در هر مکانی با مردم در هر نقطه‌ای از جهان ارتباط برقرار کند، و اطلاعات مبادله کند؛ بدون این‌که از محل واقعی و هویت فرد خبر داشته باشد.
از بعد اقتصادی، فضای سایبری را می‌توان یک بازار واحد جهانی دانست که دستاورد جامعه مبتنی بر فناوری مدرن اطلاعاتی است، که با روند توسعه آن روابط اجتماعی سنتی و فرهنگی حاکم بر روابط افراد متحول شده است.

## تعریف فضای سایبری
از لحاظ لغوی در فرهنگ‌های مختلف سایبر به‌معنی مجازی و غیرملموس است، محیطی است مجازی و غیرملموس موجود در فضای شبکه‌های بین‌المللی (این شبکه‌ها از طریق شاه‌راه‌های اطلاعاتی مانند اینترنت به هم وصل هستند) که در این محیط تمام اطلاعات راجع به روابط افراد، فرهنگ‌ها، ملت‌ها، کشورها و به‌طور کلی هرآن‌چه در کرهٔ خاکی به‌صورت فیزیکی و به‌صورت ملموس وجود دارد (به صورت نوشته، تصویر، صوت، اسناد) در یک فضای مجازی به‌شکل دیجیتالی وجود داشته و قابل استفاده و دسترس کاربران هستند، و از طریق رایانه و شبکه‌های بین‌المللی به هم مرتبط هستند.

## جرایم در فضای سایبری
طبیعت این جرایم و سوءاستفاده‌های رخ داده در این فضای جدید، هیچ‌گاه در دنیای حقیقی دیده نشده است. امنیت ناکافی فناوری، همراه با طبیعت مجازی آن، فرصت مناسبی را در اختیار افراد شرور قرار می‌دهد. نگران‌کننده‌ترین جنبهٔ فضای سایبری انتشار سریع اطلاعات در آن است؛ برای نمونه در لحظهٔ کوتاهی بخشی از اطلاعاتی که می‌تواند مورد سوءاستفاده قرار گیرد، منتشر می‌شود. در فضای سایبری جستجو و پیدا کردن این جرایم نسبت به فضای فیزیکی پیچیده‌تر است. در دنیای واقعی دزدی از بانک کاملاً مشخص است، چرا که پس از سرقت در خزانه بانک پولی موجود نیست؛ ولی در فناوری رایانه‌ای یک خزانه می‌تواند بدون هیچ علامتی خالی شود.
برای نمونه سارق می‌تواند یک کپی دیجیتال از نرم‌افزار بگیرد و نرم‌افزار اصلی را همان‌طور که بوده باقی بگذارد. در فضای سایبری کپی عین اصل است، با کمی کار روی سامانه، سارق می‌تواند امکان هرگونه تعقیب و بررسی را از بین ببرد.

## مجرمان سایبری

### هکر
در دههٔ ۱۹۷۰ واژهٔ هکر به شخصی گفته می‌شد که در برنامه‌نویسی مهارت داشته باشد. بعدها دردههٔ ۱۹۸۰ این واژه به معنای شخصی بود که در نفوذ به سامانه‌های نو به‌صورت ناشناس تبحر داشته باشد. امروزه رسانه‌ها، مقامات قضایی و ادارات پلیس به هر شخصی که مرتکب یک جرم مرتبط با فناوری شود هکر می‌گویند. هکرهای کنجکاو می‌توانند سهواً باعث زیان‌های چشم‌گیر شوند اما جستجو برای یافتن اطلاعات، نه انتقام‌گیری یا صدمه زدن به دیگران عاملی است که باعث می‌شود اکثر هکرها به کارشان به چشم سرگرمی بنگرند.

### کرکرها
از سوی دیگر کرکرها هکرهایی هستند که به سامانه‌ها رخنه می‌کنند، ویروس‌ها و کرم‌های رایانه‌ای را منتشر می‌کنند، فایل‌ها را پاک می‌کنند یا بعضی دیگر از خراب‌کاری‌ها را انجام می‌دهند. اختلاس، کلاهبرداری یا جاسوسی (سرقت اطلاعات محرمانه یک شرکت) تنها بخش کوچکی از اهداف کرکرها است.
بنابراین تعریف کرکرها کسانی هستند که هدفشان از نفوذ به سیستم‌ها، خرابکاری و ایجاد اختلال در سیستم‌های کامپیوتری می‌باشد.

#### تفاوت هکرها و کرکرها
هکرها دریک مورد مهم با کرکرها تفاوت دارند؛ کارهایی که آن‌ها انجام می‌دهند معمولاً از روی بدخواهی نیست. انگیزهٔ بیش‌تر هکرها تمایل شدید به یادگیریِ نحوهٔ کار سامانه رایانه، یافتن راهی برای ورود مخفیانه به آن‌ها و پیدا کردن سوراخ‌های امنیتی این سامانه‌ها است. هیجان مشاهده اطلاعاتی که می‌دانند اجازه دیدن آن‌ها را ندارند یا انجام کاری که می‌دانند قانونی نیست، لذت اقدام چنین کاری توسط هکرها را می‌افزاید. آن‌ها در فعالیت‌های خود معتقد به نگرش «ببین اما دست نزن» هستند.

### فریک‌های تلفن
شکل دیگری از جرایم رایانه‌ای را فریک‌های تلفن مرتکب می‌شوند. فریک‌ها به‌جای دسترسی به سامانه‌های رایانه‌ای، از طریق خطوط تلفن در فضای سایبری گشت می‌زنند. فریک‌ها از میان نخستین هکرها دردهه ۱۹۷۰ پدید آمدند. یکی از اولین پروژه‌هایی که فریک‌ها کلید زدند، در سال ۱۹۷۷، مربوط به اداره پلیس شهر نیویورک می‌شد؛ فریک‌ها به سامانه تلفن این اداره نفوذ کرده بودند و متن ضبط شده‌ای را که به تماس‌گیرندگان خوش‌آمد می‌گفت تغییر داده بودند. در متن ضبط شدهٔ جدید گفته می‌شد که افسران پلیس مشغول خوردن نان شیرینی و نوشیدن قهوه هستند، و فرصت پاسخ دادن به تلفن‌ها را ندارند. این پیام به تماس گیرندگان اعلام می‌کرد که در موارد اورژانس با شماره ۱۱۹ تماس بگیرند.

## بحران‌سازهای سایبری
ویروس: ویروس‌ها یا برنامه‌های خود همانندساز، برنامه‌هایی هستندکه با هدف آلوده کردن سامانه‌های دیگر نوشته می‌شوند و معمولاً از طریق یک دیسکت و گاهی از طریق اینترنت یا پست الکترونیک سرایت می‌کنند. بعضی ویروس‌ها ممکن است قادر به حمله به فایل‌های سامانه و ذوب کردن مادربورد یک رایانه، یا پاک کردن تمام داده‌های دیسک سخت و از کار انداختن رایانه باشند.
خزنده وب و پالس‌های الکترومغناطیس: که می‌توانند دیسک سخت یک رایانه را ذوب کنند.
کرم‌ها: می‌توانند به یک سامانه دسترسی پیدا کنند، اما نمی‌توانند در خارج از شبکه، برای نمونه از طریق یک دیسکت، گسترش پیدا کنند. کرم‌ها به یک رایانه نفوذ می‌کنند و فضای رایانه را اشغال می‌کنند تا آن‌که رایانه کند شود یا از کار بیفتد.
بمب‌های منطقی: بمب‌های منطقی تعمداً زیان‌بار ساخته می‌شوند، اما مانند ویروس‌ها تکثیر نمی‌شوند. طوری طراحی شده‌اند که طی یک دورهٔ زمانی در رایانه غیرفعال باقی می‌مانند و با سررسیدن تاریخی که طبق برنامه مشخص شده است منفجر می‌شوند. اهداف این بمب‌ها متفاوت است.

## گونه‌های جرایم سایبری
گوناگونی جرایم در فضای سایبری شامل جرایم نسل یکم رایانه‌ای (البته به شکل نوین) و تعدادی جرایم بسیار نو و بی‌سابقه است:
- جرایم سنتی درمحیط دیجیتال
  - جاسوسی رایانه‌ای: جاسوسی رایانه‌ای همانند جاسوسی کلاسیک ناظر به کسب اسرار حرفه‌ای، تجاری، اقتصادی، سیاسی، نظامی و نیز افشا و انتقال و استفاده از اسرار است. فرد مرتکب جرم با دستیابی و فاش کردن این اسرار، ضرر سیاسی، نظامی، مالی، تجاری وارد می‌کند. این جرم ممکن است امنیت ملی را با مخاطره مواجه کند.
  - سابوتاژ رایانه‌ای: این جرم با تخریب شباهت بسیاری دارد. هدف مجرم اخلال در نظام سیاسی واقتصادی یک کشور و بالطبع اخلال در امر حکومت است. در واقع اصلاح، موقوف‌سازی، پاک کردن غیرمجاز داده‌ها یا عملیات رایانه به‌منظور مختل ساختن عمل‌کرد عادی سامانه سابوتاژ رایانه‌ای است.
  - جعل رایانه‌ای: واردکردن، تغییر، محو یا موقوف‌سازی داده‌های رایانه‌ای یا برنامه‌های رایانه‌ای به‌منظور و اهداف سیاسی واقتصادی صورت می‌گیرد. جعل رایانه‌ای جعل داده‌ها است. جعل رایانه‌ای بر داده‌ها اثر می‌گذارد، با این تفاوت که داده، ماهیت اسناد عادی را ندارد.
  - افترا و نشر اطلاعات از طریق پست الکترونیک: پست الکترونیک مرسوم‌ترین و گسترده‌ترین سرویس شبکه‌های رایانه‌ای و بین‌المللی است، هر کاربر می‌تواند در شبکه‌های بین‌المللی از طریق یک آدرس مشخص الکترونیک شناخته شود که با دسترسی به رمز آن می‌توان به آسانی در آن تقلب کرد. این امر می‌تواند ابزاری جالب برای نشر اطلاعات مجرمانه یا نشر اکاذیب و افترا به اشخاص باشد و احتمال کنترل اطلاعات برای تهیه‌کننده کاملاً مشکل است.
  - تطهیر نامشروع پول (پول‌شویی): به‌دست آوردن پول از طریق غیرقانونی یا پول کثیف، به‌نحوی که قانونی یا پاک به‌نظر برسد، از جرائم کلاسیک بوده که در محیط سایبری به کمک اینترنت، پست الکترونیک و شبکه‌های بین‌المللی ارتباطی صورت می‌پذیرد. شیوه ارتکاب بدین نحو است که باندهای بزرگ خلاف‌کار توسط پست الکترونیک یا اینترنت بدون هیچ‌گونه اثر و نشانی درخواست ارسال مبالغی پول به حساب شخص معینی را می‌نمایند و در تقاضای خود شیوه ارسال پول و دستمزد و مدت استرداد را بیان و در صورت قبول طرف نوع و شیوه تنظیمات لازم را اعلام می‌کنند، و اصولاً در زمان استرداد پول یک عنوان مشروع را با منشأ تجاری انتخاب و با هدف خود هماهنگ می‌نمایند. این درخواست‌ها از کشورهایی که از لحاظ فناوری اطلاعاتی و ارتباطی و هماهنگی پلیسی در سطح بین‌المللی در درجهٔ پایین‌تری قراردارند انجام می‌شود.
  - قاچاق موادمخدر: با توجه به گسترش ارتباطات شبکه‌ای و در محیط سایبری و دسترسی آسان افراد به هم، از طریق پست الکترونیک و اینترنت، هرگونه قاچاق مواد مخدر اعم از خرید، فروش، پخش، توزیع، یافتن واسطه‌ها و مصرف‌کنندگان، از طریق شبکه‌های رایانه‌ای انجام می‌شود. از ویژگی‌های این فضا حذف و کمتر نمودن واسطه‌ها و توزیع کنندگان، گسترش دامنهٔ فعالیت قاچاق‌چیان تا سطح بین‌المللی، فرار از اقدامات پلیس در خصوص کشف فروشندگان و خریداران موادمخدر، و ضریب اطمینان قاچاق موادمخدر از طریق ارتباطات رایانه‌ای و شبکه‌ای بالاتر نسبت به نوع سنتی آن است.
- جرایم ناظر به کپی‌رایت وبرنامه‌ها: هرگونه تکثیر، ارسال، انتقال، پخش گسترده، توزیع، فروش واستفادهٔ غیرمجاز از برنامه‌های رایانه‌ای سرقت نرم‌افزار است.
- جرایم در تجارت الکترونیک: تعریف کلی و کلاسیک کلاهبرداری عبارت است از «تحصیل مال دیگری بااستفاده از وسایل متقلبانه». شخصی در نقطه‌ای نامعلوم با واردشدن به شبکهٔ بین‌المللی (مانند اینترنت)، و معرفی خود به‌عنوان تاجر و صاحب یک شرکت معتبر و یک سایت فروش، و ارائهٔ متقلبانه نماد اعتماد الکترونیکی اظهار می‌دارد که کالایی را با قیمت معین، نوع و تعداد مشخص در اختیار داشته و قابل عرضه به مشتریان است. از طرفی خریدارانی که در فضای شبکه‌ها مشغول خرید هستند پس از دریافت پیام، نسبت به برقراری ارتباط شبکه‌ای (که بیشتر به صورت پست الکترونیک یا ارسال درخواست از طریق شبکه‌های اجتماعی است) قبول خرید خود را اعلام و کالای موردنظر را درخواست می‌کنند. شخص فروشنده پس از جلب اعتماد طرف مقابل، نسبت به اعلام شماره حساب یا شماره کارت اعتباری خود برای دریافت وجه اقدام می‌نماید. خریدار پس از پرداخت وجه (بیش‌تر به صورت پرداخت‌های الکترونیکی است) منتظر دریافت کالا است، در صورتی‌که فروشنده کالایی را نخواهد فرستاد.
- جرم آینده، تروریسم سایبر: والتر لاکور یک متخصص تروریسم در مرکز مطالعات استراتژیک و بین‌المللی اشاره می‌کند که یک مقام رسمی سیا ادعا کرده است که می‌تواند «با یک میلیارد دلار و ۲۰ هکر ماهر، ایالت متحده را فلج کند.» لاکور یادآوری می‌کند که اگرچه هدف تروریست‌ها معمولاً قتل سران سیاسی، گروگان‌گیری یا بعضاً حمله ناگهانی به مکان‌های دولتی یا عمومی است، اما صدمه‌ای که ممکن است به وسیلهٔ حمله الکترونیکی به شبکه‌های رایانه‌ای وارد آید می‌تواند «بسیار غم انگیزتر باشد و اثرات آن تا مدت‌ها باقی بماند». لاکور معتقد است که تروریسم رایانه‌ای ممکن است برای تعداد کثیری از مردم بسیار ویران‌کننده‌تر از جنگ‌های بیولوژیک یا شیمیایی باشد. از کارکردهای فضای سایبری در سایبر ترور، ارتباط بین تروریست‌ها از طریق شبکه‌های اینترنتی و تبادل افکار و اعمال مجرمانه در سطح بسیار پیچیده است. از ویژگی‌های این نوع ارتباط عدم توانایی پلیس در کنترل و شنود این ارتباطات است. در سال ۱۹۹۱ میلادی حین جنگ خلیج فارس که میان عراق و ائتلافی از چند کشور به رهبری ایالات متحده درگرفت، یک جوان ۱۸ ساله فلسطینی، متهم به نفوذ به رایانه‌های پنتاگون شد. این مرد جوان ظاهراً به اطلاعات سری مربوط به موشک پاتریوت دسترسی پیدا کرده بود، که یک سلاح کلیدی آمریکا برای دفاع در مقابل حمله موشک‌های اسکاد عراق محسوب می‌شد. در نفوذ دیگری در همان جنگ چندین نوجوان هلندی به رایانه‌های نظامی نیروهای زمینی، هوایی و دریایی ایالات متحده در۳۴ سایت مختلف نفوذ کردند. نفوذکنندگان در یکی از حملات خود به داده‌های بسیار حساسی دربارهٔ پرسنل نظامی، نوع و میزان تجهیزات نظامی فرستاده شده به خلیج فارس، اهداف موشک‌ها و توسعهٔ سامانه‌های تسلیحاتی دست یافتند. این نوجوانان کرکرهایی بودند که تنها به خواندن این فایل‌ها اکتفا نکردند، بلکه اطلاعات مربوط به تحرکات ارتش و توانایی موشک‌ها را سرقت کرده و در اختیار عراقی‌ها قراردادند.

بعضی از افسران پلیس پلیس ایالات متحده از دهه۱۹۷۰ در زمینه جرایم سایبری آموزش دیده‌اند و تخصص پیدا کرده‌اند. جرایم سایبری ممکن است در هر جایی اتفاق بیفتند و بیش‌تر آن‌ها قابل ردیابی نیستند. بیشتر ادارات پلیس محلی فاقد پرسنل ماهر یا بودجه لازم برای مبارزه با جرایم سایبری هستند، به‌ویژه به این دلیل که این پرونده‌ها ممکن است در آن واحد به حوزه‌های قضایی متعددی مربوط شوند. علاوه برآن‌چه پلیس رایانه‌ای (فتا: در ایران) نامیده می‌شود.

## امنیت سایبری
با وجود تبادل عظیم اطلاعات از طریق اینترنت، رمزگذاری داده‌ها (غیرقابل فهم یا غیرقابل خواندن کردن داده‌ها)، لایه سوکت‌های امن به‌عنوان استاندارد ایمنی و رمز عبور معتبر، جداسازی داده‌ها روی رایانه‌های متعدد و تفکیک پایگاه داده‌ها (جدا نگه داشتن اطلاعات مشتریان) روش‌های پیشرفته در ایمنی داده‌ها هستند؛ که می‌توانند از دستیابی هکرها به داده‌ها جلوگیری کنند.

## تاریخچهٔ جرائم سایبری در ایران
براساس اطلاعات موجود نخستین جرم اینترنتی در ایران در تاریخ ۲۶ خرداد ۱۳۷۸ به‌وقوع پیوست. یک کارگر چاپخانه و یک دانشجوی رایانه در کرمان اقدام به جعل چک‌های تضمینی مسافرتی کردند و چون تفاوت و تمایز زیادی بین جرم رایانه‌ای و جرم اینترنتی وجود ندارد، عمل آن‌ها به‌عنوان جرم اینترنتی شمرده شد. پس از این بود که گروه‌های دیگری مرتکب خلاف اینترنتی می‌شدند؛ مواردی چون جعل اسکناس، اسناد و بلیط شرکت‌های اتوبوس‌رانی، جعل اسناد دولتی از قبیل گواهینامه رانندگی، کارت پایان خدمت، مدرک تحصیلی و جعل چک‌های مسافرتی و عادی بخشی از این جرائم اینترنتی هستند.
براساس آمارهای موجود در سال ۱۳۸۴، ۵۳ مورد پرونده مربوط به جرایم اینترنتی در ایران تشکیل شد که کشف جرایم آمار ۵۰ درصدی را نشان می‌دهد.
به‌طور کلی جرایم سایبری در ایران دامنه گسترده‌ای را در بر می‌گیرد. برخی از این جرایم به شرح زیر هستند:
- دسترسی و شنود غیرمجاز (گذرواژه یا هر دادهٔ خصوصی دیگری که مربوط به شخص حقیقی یا حقوقی باشد)
- انتشار مطالب و محتوای مبتذل و مستهجن
- جاسوسی رایانه‌ای
- جرایم علیه صحت داده‌ها و سیستم‌های رایانه‌ای از جمله تخریب، جعل و اخلال در سیستم‌های رایانه‌ای و مخابراتی و کلاهبرداری در فضای سایبری
- جرم در عفت و اخلاق عمومی
- نشر اکاذیب و داده‌های ناصحیح
- انتشار و در دسترس قرار دادن معاملات فروش و انتشار آن‌ها
- انتشار و پخش آموزه‌های نادرست در فضای سایبری
- هک، فیشینگ و بدافزارها و گسترش ویروس‌های سایبری

از مهم‌ترین موارد جرم اینترنتی و رایانه‌ای در سال گذشته، ۳۲ مورد سوءاستفاده از کارت‌های اعتباری، ۱۱ مورد کلاهبرداری اینترنتی، ۷ مورد ایجاد مزاحمت از طریق اینترنت، ۳ مورد کپی‌رایت و ۲ مورد نشر اکاذیب از طریق اینترنت و ۵ مورد موضوعات متفرقه بوده است.
باتوجه به آمارهای سال ۸۴ میزان موارد کشف‌شده مربوط به کلاهبرداری، جعل و دیگر جرایم رایانه‌ای و اینترنتی ۱۱ درصد رشد را نشان می‌دهد.

## پلیس سایبری در ایران
با توجه به توسعهٔ زیرساخت‌های فناوری اطلاعات و ارتباطات در ایران و افزایش کاربران و استفاده‌کنندگان از اینترنت و دیگر فناوری‌های اطّلاعاتی، ارتباطی و مخابراتی نظیر خطوط تلفن‌های ثابت و همراه، شبکه‌های دیتای کشوری و محلّی، ارتباطات ماهواره‌ای، لزوم ایجاد و توسعهٔ سازوکاری برای برقراری امنیت در فضای تولید و تبادل اطّلاعات را توجیه می‌کند.
همچنین توسعهٔ خدمات الکترونیک نظیر دولت الکترونیک، بانک‌داری الکترونیک، تجارت الکترونیک، آموزش الکترونیک و دیگر خدمات از این دست، لزوم ایجاد پلیس تخصّصی را برای تأمین امنیت و مقابله با جرایمی که در این فضا به وقوع می‌پیوندند را آشکار می‌کند.
از سوی دیگر، رشد قارچ‌گونه جرایم در حوزهٔ فضای تولید و تبادل اطّلاعات، مانند کلاهبرداری‌های اینترنتی، جعل داده‌ها و عناوین، سرقت اطّلاعات، تجاوز به حریم خصوصی اشخاص و گروه‌ها، هک و نفوذ به سامانه‌های رایانه‌ای و اینترنتی، هرزه‌نگاری و جرایم اخلاقی و برخی جرایم سازمان‌یافته اقتصادی، اجتماعی و فرهنگی ایجاب می‌کند که پلیس تخصّصی که توان پی‌جویی و رسیدگی به جرایم سطح بالای فناورانه داشته باشد، به وجود آید. از سوی دیگر با توجّه به تصویب قانون جرایم رایانه‌ای در مجلس شورای اسلامی و لزوم تعیین ضابط قضایی برای این قانون و نیز مصوبات کمیسیون افتای دولت جمهوری اسلامی ایران مبنی بر تشکیل پلیس فضای تولید و تبادل اطلاعات، این پلیس در بهمن‌ماه سال ۱۳۸۹ به دستور فرمانده نیروی انتظامی ایران، تشکیل شد.